# كأس التحدي الإسكتلندي 2013–14
كأس التحدي الإسكتلندي 2013–14 (بالإنجليزية: 2013–14 Scottish Challenge Cup)‏ هو الموسم 23 من كأس التحدي الإسكتلندي ‏. أقيم خلال الفترة 13 يوليو 2013 وحتى 6 أبريل 2014، وأشرف على تنظيمه الدوري الاسكتلندي للمحترفين لكرة القدم، وكان عدد الأندية المشاركة فيه 33، وفاز فيه ريث روفرز.